# Южен Лейкланд (община)
Община „Южен Лейкланд“ (на английски: South Lakeland District) е една от шестте административни единици в област (графство) Къмбрия, регион Северозападна Англия.
Населението на общината към 2008 година е 104 400 жители разпределени в множество селища на площ от 1534 квадратни километра. Главен град на общината е Кендал.

## География
Община „Южен Лейкланд“ е разположена в южната част на област Къмбрия по бреговата линия на залива „Morecambe Bay“ и по границата с Ланкашър и Северен Йоркшър. На територията ѝ се намира голяма част от националния парк „Езерен район“ с най-голямото естествено езеро в Англия – Уиндърмър.
Градове на територията на общината:
| град                | на английски          | население |
| ------------------- | --------------------- | --------- |
| Кендал              | Kendal                | 27 505    |
| Ълвърстън           | Ulverston             | 11 210    |
| Уиндърмър           | Windermere            | 8245      |
| Боунис-он-Уиндърмър | Bowness-on-Windermere | 3814      |
| Сидберг             | Sedbergh              | 3691      |
| Еймбълсайд          | Ambleside             | 2600      |
| Милнторп            | Milnthorpe            | 2106      |
| Киркбай Лонсдейл    | Kirkby Lonsdale       | 1771      |

## Демография
Разпределение на жителите в проценти по етническа принадлежност:
- 94,4% – Бели Британци
- 2,9% – Бели други
- 0,9% – Южноазиатци
- 0,7% – Смесени
- 0,5% – Китайци
- 0,4% – Черни
- 0,1% – Други